# Rãs (Romãs)
Rãs Rãs é uma aldeia portuguesa pertencente à Freguesia de Romãs, concelho de Sátão

## Localização
Rãs situa-se no concelho de Sátão, distrito de Viseu, na margem esquerda do Rio Vouga, tendo como coordenadas geográficas 40,45,44N e 7,38,18W.

## Ocorrências
Para além da aldeia de Rãs, integram a mesma freguesia de Romãs, as localidades de Carvalhal de Romãs, Souto de Golfar, Douro Calvo e Silvã de Baixo.
É nesta zona que o Rio Sátão tem a sua nascente percorrendo depois cerca de vinte e cinco quilómetros até desaguar na margem direita do Rio Dão, junto à povoação de Fagilde.
Rãs é atravessada pela Estrada Nacional nº. 229 que liga Viseu a Vilarouco (São João da Pesqueira), passando por Sátão e Aguiar da Beira, e é a partir desta localidade que se acede ao santuário do Senhor dos Caminhos, na margem esquerda do Rio Vouga, onde se realiza, no Domingo da Santíssima Trindade, uma das festas mais importantes do concelho de Sátão.

## Património
O Santuário do Senhor dos Caminhos constitui o maior espólio patrimonial das Rãs, não só pelo seu enquadramento paisagístico, mas sobretudo pelas edificações existentes no local, de que se destaca, em primeiro lugar, a capela do Senhor dos Caminhos. Para além desta capela, podemos ainda encontrar na localidade as capelas de S. Bento e Santa Luzia.